# Calze di seta
Le calze di seta sono calze realizzate fin dai tempi più antichi in tutte le lunghezze.

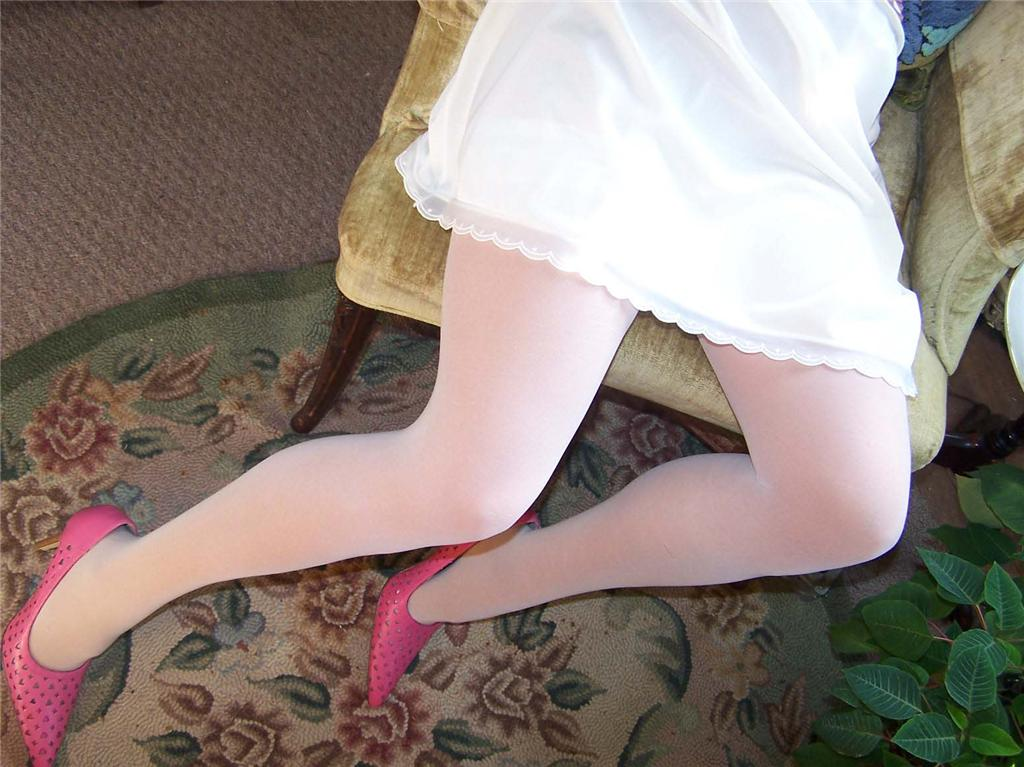
Calze di seta

## Storia
Durante il Barocco ed il Rococò i gentiluomini portavano calze di seta bianca con attillati calzoni al ginocchio. La produzione in serie di calze si deve all'inventore Grinswold che, nel 1872, realizzò macchine completamente automatizzate in grado di fabbricare tutte le parti della calza contemporaneamente.

## In Italia
In una lettera datata 13 febbraio 1536 e indirizzata dal marchese di Castel Goffredo Aloisio Gonzaga al poeta Pietro Aretino si fa cenno di un dono di calze in seta all'amico, che, prodotte in loco e inviate anche all'imperatore, costituiscono il primo accenno di quell'arte della tessitura che caratterizzerà Castel Goffredo, sino a diventare la futura "città della calza".
A Botticino, in provincia di Brescia, tale produzione si lega a doppio filo con lo sviluppo della filanda. È Don Arcangelo Tadini, oggi santo, a dare notevole contributo in tal senso. Nella frazione Botticino Sera, infatti, sul finire dell'ottocento, esistevano due piccole filande, che però garantivano lavoro solo nella stagione di produzione dei bachi. Sarà il sacerdote Tadini ad avviare, nel 1895, la prima filanda "a tempo pieno" del territorio. Questo insediamento produttivo consentirà negli anni '30 a Pio Chiaruttini di utilizzare la seta per realizzare calze da uomo e da donna di altissima qualità, aprendo poco più tardi il Calzificio DèPio.